# Замуловка
Заму́ловка (укр. Замулівка, до 2016 г. — Жовтне́вое, до 1948 г. — Змеевка) — село, Рубежненский сельский совет,
Волчанский район, Харьковская область, Украина.
Код КОАТУУ — 6321687205. Население по переписи 2001 г. составляет 70 (30/40 м/ж) человек.

## Географическое положение
Село Замуловка вытянуто вдоль долины (балки) Бошковой и находится на расстоянии от 1 до 3 километров от Печенежского водохранилища (его правого берега). В большей своей части село представляет собой одну улицу.
На расстоянии в 2 км расположены сёла Байрак и Верхний Салтов.
Возле села несколько лесных массивов (дуб). Через село протекает пересыхающий («замуленный») ручей, на котором сделана запруда.

## История
- Была заселена ещё в VIII веке нашей эры и являлась пригородом большого города Хазарского каганата Сарада[7] площадью более 120 гектаров[8], имевшем много пригородов.[7] В Замуловке, на склонах балки Бошковой,[9] расположена часть из сорока тысяч катакомбных могильников данного города, имевших площадь около 100 гектаров.[7]
- 1910 — основано как село Змеевка (укр. Зміївка) в балке Бошковой[9].
- В 1940 году, перед ВОВ, в Замулевке были 39 дворов и школа,[10] в Викнина — 38 дворов и ветряная мельница, в Куте — 27 дворов.[10]
- Село сильно пострадало в результате боевых действий с конца октября 1941 по начало августа 1943 года. Оно много раз переходило из рук в руки, особенно с середины марта по начало июня 1942 года.[11]
- Село образовано после ВОВ путём объединения трёх населённых пунктов: Замулёвка, Кут и Викнина, обозначенных на месте села на карте РККА 1943 года.[12][13]
- 1948 — переименовано в село Октябрьское[5] (укр. Жовтневое) после празднования 30-летия Октябрьской революции.
- На карте Харьковской области СПАЭРО Плюс 1996 года восточная (вытянутая вдоль Замуловского ручья) часть села неправильно показана как часть Верхнего Салтова.[14]
- С 1980-х по начало 2000-х годов на левом склоне балки Бошковой над Замуловкой археологами Киевского государственного университета проводились летние археологические экспедиции по раскопу катакомбных захоронений. На месте раскопок был поставлен памятный знак перед садовым товариществом «Изумруд» (снесённый в 2010-х годах).
- Местными жителями при СССР село называлось Замуловка. В феврале 2016 году данное название селу было возвращено.[5]

## Название
Село иногда называли Октя́брьское, местное название - Заму́ловка.
Село расположено в балке Бошковой с глинистыми (укр. замуленными) склонами.
В Волчанском районе и области при СССР прошла «волна» переименований значительной части населённых пунктов, в основном на левом (восточном) берегу Донца, в «революционные» названия — в честь Октябрьской революции, пролетариата, сов. власти, Кр. армии, социализма, Сов. Украины, деятелей «демократического и революционного движения» (Т. Шевченко, Г. Петровского) и новых праздников (1 мая и др.) Это приводило к путанице, так как рядом могли оказаться сёла с одинаковыми новыми названиями, которым зачастую давали названия «1-е» и «2-е» — например, Первое, Второе, просто Октябрьское и оно же Жовтневое.
В 1948 году село было переименовано в Октябрьское (укр. Жовтневое) в честь прошедшего 30-летнего юбилея Октябрьской революции.
На территории Украины до «декоммунизировано» 2015—2016 годов были расположены 72 населённых пункта с названием Жовтневое.
Название не прижилось, и местные жители во времена СССР продолжали называть село Замуловкой.

## Экономика
- В селе при СССР была молочно-товарная ферма.